# Oscar Wilde esteta socialista
Oscar Wilde fu ritenuto, ed egli amava considerarsi tale, il massimo rappresentante dell'estetismo nell'Inghilterra dell'800. Egli dichiarava inoltre di essere un socialista del tutto particolare.

## Wilde esteta

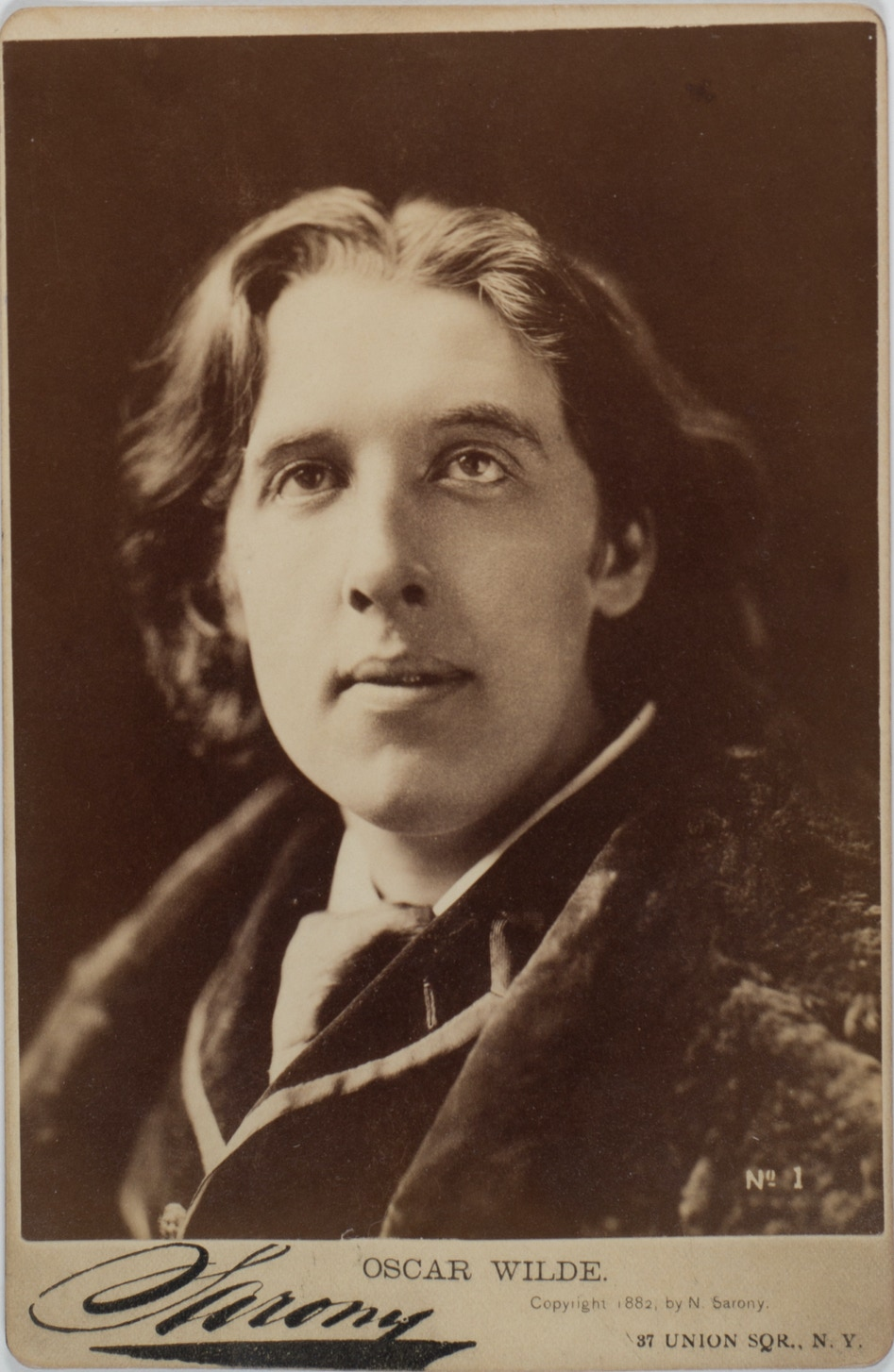
Wilde nel 1882

L'Oxford and Cambridge Undergraduate's Journals riconosceva, fin dal 26 aprile 1877, l'esistenza in Inghilterra di un movimento artistico, soprattutto letterario, denominato estetismo, nato come una tendenza del Decadentismo, in seguito autonomamente sviluppatasi grazie a figure come Walter Pater e John Ruskin, e che trovò il suo massimo splendore e notorietà proprio grazie alle opere di Oscar Wilde che da parte sua si riteneva seguace di Théophile Gautier, che egli giudicava il massimo rappresentante dell'estetismo.
Il nome "estetismo" derivava dall'opera del 1750 del filosofo tedesco Baumgarten che aveva usato per la prima volta il termine Estetica, non più riferendolo alla concezione della sensibilità, ma alla ricerca del bello.
Lo stesso Wilde aveva usato questo termine a proposito di Agatone, un personaggio dei dialoghi platonici, che egli definiva come un esteta dei tempi antichi.
Wilde rispondeva alle critiche che venivano all'estetismo come quelle espresse nel libro The New Republic di W. M. Mallock, giudicandole intelligenti e fondate e riconoscendo che l'esteta era destinato a soccombere di fronte a chi era dotato di spirito pragmatico.
Quella che secondo Wilde, in Inghilterra, rappresentava la migliore espressione dell'estetismo era il libro Aurora Leigh, di Elizabeth Barrett Browning.
Durante il suo soggiorno negli USA, Wilde giunse a ritenere l'estetismo come una vera e propria scienza che ricercava e studiava il bello in tutti gli aspetti della realtà.

## Wilde "socialista"
Oltre che esteta Wilde amava definirsi socialista volendo intendere con quel termine l'odio verso ogni tirannia.
Non vedeva differenze tra l'essere esteta e socialista poiché quest'ultimo, secondo lui, si identificava con il "godimento", la "bellezza".
Le opere di Wilde che trattano dell'estetismo sono, oltre al famoso Il ritratto di Dorian Gray (The Picture Of Dorian Gray), The Critic as Artist e The Decay of Lying raccolte in Intenzioni; la sua originale concezione del socialismo la si trova in L'anima dell'uomo sotto il socialismo.